# Choanoflagellata

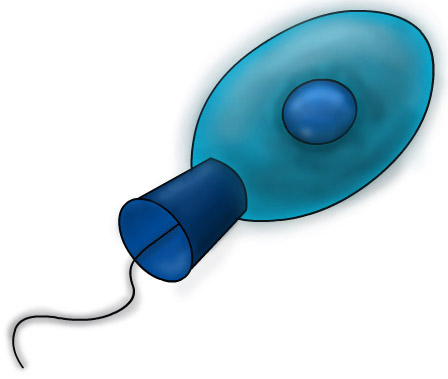
Choanoflagellaat

Choanoflagellata, Choanomonada of kraagflagellaten zijn een groep van de protozoa met één flagel. Met andere woorden; het zijn eencellige micro-organismen (eukaryoten) met een staart. Deze staart is omringd door microvilli die er een koker omheen vormen (χοάνη, choanē is Oudgrieks voor "koker").
De choanoflagellata vormen een groep organismen die direct verwant is aan de dieren zoals de evolutionaire geschiedenis uitwijst. Het is een groep bacteriën-etende flagellaten die wereldwijd verspreid zijn in het watermilieu. Ze zijn met de dieren gegroepeerd in de Holozoa.
| Stamboom van de dieren binnen de Unikonta - Supergroep Unikonta - Rijk Amoebozoa - Opisthokonta - Rijk Fungi (schimmels) - Rijk Animalia (dieren) - Choanozoa (Choanoflagellata) - Metazoa - Onderrijk Parazoa (sponsachtigen) - Stam Porifera (sponsdieren) - Stam Placozoa (plakdiertjes) - Radiata (dieren met een radiale symmetrie) - Stam Cnidaria (neteldieren) - Stam Ctenophora (ribkwallen) - Bilateria - Stam Xenacoelomorpha - Onderstam Acoelomorpha - Onderstam Xenoturbellida - Nephrozoa - Protostomata (oermondigen) - Chaetognatha (pijlwormen) - - Ecdysozoa (o.a. geleedpotigen en rondwormen) - Lophotrochozoa - Deuterostomia - Ambulacraria - Stam Hemichordata (kraagdragers) - Stam Echinodermata (stekelhuidigen) - Stam Chordata (chordadieren) - Onderstam Cephalochordata (schedellozen) - Onderstam Tunicata (manteldieren) - Onderstam Vertebrata (gewervelden) |